# Mã quốc gia: T
- A
- B
- C
- D–E
- F
- G
- H–I
- J–K
- L
- M
- N
- O–Q
- R
- S
- T
- U–Z

## Đài Loan
| ISO 3166-1 numeric 158        | ISO 3166-1 alpha-3 TWN | ISO 3166-1 alpha-2 TW              | Tiền tố mã sân bay ICAO RC      |
| Mã E.164 +886                 | Mã quốc gia IOC TPE    | Tên miền quốc gia cấp cao nhất .tw | Tiền tố đăng ký sân bay ICAO B- |
| Mã quốc gia di động E.212 466 | Mã ba ký tự NATO TWN   | Mã hai ký tự NATO (lỗi thời) TW    | Mã MARC LOC CH                  |
| ID hàng hải ITU 416           | Mã ký tự ITU —         | Mã quốc gia FIPS TW                | Mã biển giấy phép RC            |
| Tiền tố GTIN GS1 471          | Mã quốc gia UNDP —     | Mã quốc gia WMO TW                 | Tiền tố callsign ITU —          |

| * | Some codes are assigned to Đài Loan or Taiwan, Province of China, while some are assigned to the Republic of China. See also Chinese Taipei, political status of Taiwan và China and the United Nations. |

## Tajikistan
| ISO 3166-1 numeric 762        | ISO 3166-1 alpha-3 TJK | ISO 3166-1 alpha-2 TJ              | Tiền tố mã sân bay ICAO UT       |
| Mã E.164 +992                 | Mã quốc gia IOC TJK    | Tên miền quốc gia cấp cao nhất .tj | Tiền tố đăng ký sân bay ICAO EY- |
| Mã quốc gia di động E.212 436 | Mã ba ký tự NATO TJK   | Mã hai ký tự NATO (lỗi thời) TI    | Mã MARC LOC TA                   |
| ID hàng hải ITU —             | Mã ký tự ITU TJK       | Mã quốc gia FIPS TI                | Mã biển giấy phép TJ             |
| Tiền tố GTIN GS1 488          | Mã quốc gia UNDP TAJ   | Mã quốc gia WMO TZ                 | Tiền tố callsign ITU EYA-EYZ     |

## Tanzania
| ISO 3166-1 numeric 834        | ISO 3166-1 alpha-3 TZA | ISO 3166-1 alpha-2 TZ              | Tiền tố mã sân bay ICAO HT       |
| Mã E.164 +255                 | Mã quốc gia IOC TAN    | Tên miền quốc gia cấp cao nhất .tz | Tiền tố đăng ký sân bay ICAO 5H- |
| Mã quốc gia di động E.212 640 | Mã ba ký tự NATO TZN   | Mã hai ký tự NATO (lỗi thời) TZ    | Mã MARC LOC TZ                   |
| ID hàng hải ITU 674, 677      | Mã ký tự ITU TZA       | Mã quốc gia FIPS TZ                | Mã biển giấy phép EAT            |
| Tiền tố GTIN GS1 620          | Mã quốc gia UNDP URT   | Mã quốc gia WMO TN                 | Tiền tố callsign ITU 5HA-5IZ     |

## Thái Lan
| ISO 3166-1 numeric 764        | ISO 3166-1 alpha-3 THA | ISO 3166-1 alpha-2 TH              | Tiền tố mã sân bay ICAO VT            |
| Mã E.164 +66                  | Mã quốc gia IOC THA    | Tên miền quốc gia cấp cao nhất .th | Tiền tố đăng ký sân bay ICAO HS-      |
| Mã quốc gia di động E.212 520 | Mã ba ký tự NATO THA   | Mã hai ký tự NATO (lỗi thời) TH    | Mã MARC LOC TH                        |
| ID hàng hải ITU 567           | Mã ký tự ITU THA       | Mã quốc gia FIPS TH                | Mã biển giấy phép T                   |
| Tiền tố GTIN GS1 885          | Mã quốc gia UNDP THA   | Mã quốc gia WMO TH                 | Tiền tố callsign ITU E2A-E2Z, HSA-HSZ |

## Đông Timor
| ISO 3166-1 numeric 626        | ISO 3166-1 alpha-3 TLS | ISO 3166-1 alpha-2 TL              | Tiền tố mã sân bay ICAO WP              |
| Mã E.164 +670                 | Mã quốc gia IOC TLS    | Tên miền quốc gia cấp cao nhất .tl | Tiền tố đăng ký sân bay ICAO —          |
| Mã quốc gia di động E.212 514 | Mã ba ký tự NATO TLS   | Mã hai ký tự NATO (lỗi thời) TM    | Mã MARC LOC EM                          |
| ID hàng hải ITU —             | Mã ký tự ITU TMP       | Mã quốc gia FIPS TT                | Mã biển giấy phép TL (không chính thức) |
| Tiền tố GTIN GS1 —            | Mã quốc gia UNDP TIM   | Mã quốc gia WMO TM                 | Tiền tố callsign ITU 4WA-4WZ            |

## Togo
| ISO 3166-1 numeric 768        | ISO 3166-1 alpha-3 TGO | ISO 3166-1 alpha-2 TG              | Tiền tố mã sân bay ICAO DX       |
| Mã E.164 +228                 | Mã quốc gia IOC TOG    | Tên miền quốc gia cấp cao nhất .tg | Tiền tố đăng ký sân bay ICAO 5V- |
| Mã quốc gia di động E.212 615 | Mã ba ký tự NATO TGO   | Mã hai ký tự NATO (lỗi thời) TO    | Mã MARC LOC TG                   |
| ID hàng hải ITU 671           | Mã ký tự ITU TGO       | Mã quốc gia FIPS TO                | Mã biển giấy phép TG             |
| Tiền tố GTIN GS1 —            | Mã quốc gia UNDP TOG   | Mã quốc gia WMO TG                 | Tiền tố callsign ITU 5VA-5VZ     |

## Tokelau
| ISO 3166-1 numeric 772        | ISO 3166-1 alpha-3 TKL | ISO 3166-1 alpha-2 TK              | Tiền tố mã sân bay ICAO —        |
| Mã E.164 +690                 | Mã quốc gia IOC —      | Tên miền quốc gia cấp cao nhất .tk | Tiền tố đăng ký sân bay ICAO ZK- |
| Mã quốc gia di động E.212 530 | Mã ba ký tự NATO TKL   | Mã hai ký tự NATO (lỗi thời) TL    | Mã MARC LOC TL                   |
| ID hàng hải ITU —             | Mã ký tự ITU TKL       | Mã quốc gia FIPS TL                | Mã biển giấy phép —              |
| Tiền tố GTIN GS1 —            | Mã quốc gia UNDP TOK   | Mã quốc gia WMO TK                 | Tiền tố callsign ITU —           |

## Tonga
| ISO 3166-1 numeric 776        | ISO 3166-1 alpha-3 TON | ISO 3166-1 alpha-2 TO              | Tiền tố mã sân bay ICAO NFT             |
| Mã E.164 +676                 | Mã quốc gia IOC TGA    | Tên miền quốc gia cấp cao nhất .to | Tiền tố đăng ký sân bay ICAO A3-        |
| Mã quốc gia di động E.212 539 | Mã ba ký tự NATO TON   | Mã hai ký tự NATO (lỗi thời) TN    | Mã MARC LOC TO                          |
| ID hàng hải ITU 570           | Mã ký tự ITU TON       | Mã quốc gia FIPS TN                | Mã biển giấy phép TO (không chính thức) |
| Tiền tố GTIN GS1 —            | Mã quốc gia UNDP TON   | Mã quốc gia WMO TO                 | Tiền tố callsign ITU A3A-A3Z            |

## Trinidad và Tobago
| ISO 3166-1 numeric 780        | ISO 3166-1 alpha-3 TTO | ISO 3166-1 alpha-2 TT              | Tiền tố mã sân bay ICAO TT       |
| Mã E.164 +1 868               | Mã quốc gia IOC TTO    | Tên miền quốc gia cấp cao nhất .tt | Tiền tố đăng ký sân bay ICAO 9Y- |
| Mã quốc gia di động E.212 374 | Mã ba ký tự NATO TTO   | Mã hai ký tự NATO (lỗi thời) TD    | Mã MARC LOC TR                   |
| ID hàng hải ITU 362           | Mã ký tự ITU TRD       | Mã quốc gia FIPS TD                | Mã biển giấy phép TT             |
| Tiền tố GTIN GS1 —            | Mã quốc gia UNDP TRI   | Mã quốc gia WMO TD                 | Tiền tố callsign ITU 9YA-9ZZ     |

## Tunisia
| ISO 3166-1 numeric 788        | ISO 3166-1 alpha-3 TUN | ISO 3166-1 alpha-2 TN              | Tiền tố mã sân bay ICAO DT            |
| Mã E.164 +216                 | Mã quốc gia IOC TUN    | Tên miền quốc gia cấp cao nhất .tn | Tiền tố đăng ký sân bay ICAO TS-      |
| Mã quốc gia di động E.212 605 | Mã ba ký tự NATO TUN   | Mã hai ký tự NATO (lỗi thời) TS    | Mã MARC LOC TI                        |
| ID hàng hải ITU 672           | Mã ký tự ITU TUN       | Mã quốc gia FIPS TS                | Mã biển giấy phép TN                  |
| Tiền tố GTIN GS1 619          | Mã quốc gia UNDP TUN   | Mã quốc gia WMO TS                 | Tiền tố callsign ITU 3VA-3VZ, TSA-TSZ |

## Thổ Nhĩ Kỳ
| ISO 3166-1 numeric 792        | ISO 3166-1 alpha-3 TUR | ISO 3166-1 alpha-2 TR              | Tiền tố mã sân bay ICAO LT            |
| Mã E.164 +90                  | Mã quốc gia IOC TUR    | Tên miền quốc gia cấp cao nhất .tr | Tiền tố đăng ký sân bay ICAO TC-      |
| Mã quốc gia di động E.212 286 | Mã ba ký tự NATO TUR   | Mã hai ký tự NATO (lỗi thời) TU    | Mã MARC LOC TU                        |
| ID hàng hải ITU 271           | Mã ký tự ITU TUR       | Mã quốc gia FIPS TU                | Mã biển giấy phép TR                  |
| Tiền tố GTIN GS1 868-869      | Mã quốc gia UNDP TUR   | Mã quốc gia WMO TU                 | Tiền tố callsign ITU TAA-TCZ, YMA-YMZ |

## Turkmenistan
| ISO 3166-1 numeric 795        | ISO 3166-1 alpha-3 TKM | ISO 3166-1 alpha-2 TM              | Tiền tố mã sân bay ICAO UT       |
| Mã E.164 +993                 | Mã quốc gia IOC TKM    | Tên miền quốc gia cấp cao nhất .tm | Tiền tố đăng ký sân bay ICAO EZ- |
| Mã quốc gia di động E.212 438 | Mã ba ký tự NATO TKM   | Mã hai ký tự NATO (lỗi thời) TX    | Mã MARC LOC TK                   |
| ID hàng hải ITU 434           | Mã ký tự ITU TKM       | Mã quốc gia FIPS TX                | Mã biển giấy phép TM             |
| Tiền tố GTIN GS1 —            | Mã quốc gia UNDP TUK   | Mã quốc gia WMO TR                 | Tiền tố callsign ITU EZA-EZZ     |

## Quần đảo Turks và Caicos
| ISO 3166-1 numeric 796        | ISO 3166-1 alpha-3 TCA | ISO 3166-1 alpha-2 TC              | Tiền tố mã sân bay ICAO MB         |
| Mã E.164 +1 649               | Mã quốc gia IOC —      | Tên miền quốc gia cấp cao nhất .tc | Tiền tố đăng ký sân bay ICAO VQ-T- |
| Mã quốc gia di động E.212 376 | Mã ba ký tự NATO TCA   | Mã hai ký tự NATO (lỗi thời) TK    | Mã MARC LOC TC                     |
| ID hàng hải ITU 364           | Mã ký tự ITU TCA       | Mã quốc gia FIPS TK                | Mã biển giấy phép —                |
| Tiền tố GTIN GS1 —            | Mã quốc gia UNDP TCI   | Mã quốc gia WMO TI                 | Tiền tố callsign ITU —             |

## Tuvalu
| ISO 3166-1 numeric 798        | ISO 3166-1 alpha-3 TUV | ISO 3166-1 alpha-2 TV              | Tiền tố mã sân bay ICAO NGF              |
| Mã E.164 +688                 | Mã quốc gia IOC TUV    | Tên miền quốc gia cấp cao nhất .tv | Tiền tố đăng ký sân bay ICAO T2-         |
| Mã quốc gia di động E.212 553 | Mã ba ký tự NATO TUV   | Mã hai ký tự NATO (lỗi thời) TV    | Mã MARC LOC TV                           |
| ID hàng hải ITU 572           | Mã ký tự ITU TUV       | Mã quốc gia FIPS TV                | Mã biển giấy phép TUV (không chính thức) |
| Tiền tố GTIN GS1 —            | Mã quốc gia UNDP TUV   | Mã quốc gia WMO TV                 | Tiền tố callsign ITU T2A-T2Z             |